# Hiro Yamamoto
Hiro Yamamoto (ur. 13 kwietnia 1961 w Park Forest) – amerykański muzyk pochodzenia japońskiego, były basista zespołu Soundgarden, którego był współzałożycielem. Obecnie członek formacji Truly.

## Życiorys
Współzałożyciel, członek i basista zespołu Soundgarden, który sformował w 1984 wspólnie z Chrisem Cornellem i Kimem Thayilem. Yamamoto nagrał z Soundgarden dwie płyty, po czym w 1989, krótko po wydaniu albumu Louder Than Love, opuścił grupę z powodu napięcia związanego z rosnącą popularnością zespołu. Obecnie gra w rockowej formacji Truly.